# گودرون پازوانگ
گودرون پازوانگ (Gudrun Pausewang)، (زادهٔ ۳ مارس ۱۹۲۸ – درگذشته ۲۳ ژانویه ۲۰۲۰)، با نام واقعی گودرون ویلکه (Gudrun Wilcke)، نویسنده‌ای آلمانی بود که بیشتر برای کودکان و نوجوانان می‌نوشت. او به خاطر رمان علمی‌تخیلی آخرین کودکان شِوِنبورن شناخته شد.

## زندگی
پازوانگ در بوهم شرقی از تباری آلمانی زاده شد. خانوادهٔ او پس از جنگ جهانی دوم در آلمان غربی ساکن شدند. او بعدها به معلمی در مدارس آلمانی زبان در آمریکای جنوبی پرداخت. پازوانگ پس از تدریس در مدارس شیلی، ونزوئلا و کلمبیا در سال ۱۹۷۲ به آلمان بازگشت و تا ۱۹۸۹ به عنوان معلم مشغول به کار بود. او از اواسط دههٔ ۱۹۷۰ به نگارش و انتشار کتاب‌های بسیاری برای کودکان و نوجوانان آلمانی مشغول شد.

## کتاب‌ها
پازوانگ ۸۶ رمان نوشت که در بعضی از آنها به نگرانی‌های ناشی از آثار زیست‌محیطی نیروگاه‌های هسته ای و در بعضی دیگر به وضعیت مردم کشورهای جهان سوم به ویژه آمریکای جنوبی پرداخت. او جوایز بسیاری از جمله نشان شایستگی جمهوری آلمان (Bundesverdienstkreuz) را از آن خود کرد. کتاب‌های او به زبان‌های مختلفی ترجمه شده‌است.
یکی از رمان‌های او به نام اَبر (Die Wolke) در سال ۱۹۸۸ موفق به دریافت جوایزی چون جایزه کتاب‌های علمی تخیلی آلمان، Deutscher Science Fiction Preis و جایزه ادبیات نسل جوان آلمان شده‌بود؛ این رمان، داستانی دربارهٔ فاجعهٔ اتمی در یکی از نیروگاه‌های اتمی آلمان بود که باعث کشته شدن و آوارگی بسیاری از آلمانی‌ها شد. این کتاب ابتدا در ایران با نام باران مرگ توسط حسین ابراهیمی الوند از زبان انگلیسی، و سپس توسط کمال بهروزکیا از زبان آلمانی ترجمه شده‌است.

### برگردان کتاب‌های او به فارسی
- پاوسه‌وانگ، گودرون (چاپ چهارم ۱۳۹۱). باران مرگ. ترجمهٔ حسین ابراهیمی (الوند). تهران: نشر پیدایش. شابک ۹۷۸-۹۶۴-۶۰۵۵-۶۲-۹. تاریخ وارد شده در |سال= را بررسی کنید (کمک)
- پازوانگ، گودرون (چاپ اول ۱۳۷۶). آخرین کودکان شونبورن. ترجمهٔ کمال بهروزکیا. تهران: نشر زلال. شابک ۹۶۴-۴۲۲-۰۳۲-۳. تاریخ وارد شده در |سال= را بررسی کنید (کمک)
- پازوانگ، گودرون (چاپ اول ۱۳۷۹). یانا برتا: ابر (تراژدی نیروگاه‌های هسته‌ای). ترجمهٔ کمال بهروزکیا. تهران: نشر لعبت (دف). شابک ۹۶۴-۹۲۹۶۵-۳-۰. تاریخ وارد شده در |سال= را بررسی کنید (کمک)
- پازوانگ، گودرون (چاپ اول ۱۳۸۱). ال پانتانو و شهر رؤیاها. ترجمهٔ کمال بهروزکیا. تهران: نشرذکر. شابک ۹۶۴-۳۰۷-۱۵۱-۰. تاریخ وارد شده در |سال= را بررسی کنید (کمک)
- پازوانگ، گودرون (چاپ اول ۱۳۸۴). خانواده کالدرا. ترجمهٔ کمال بهروزکیا. تهران: نشرافکار. شابک ۹۶۴-۷۸۵۸-۷۳-۶. تاریخ وارد شده در |سال= را بررسی کنید (کمک)
- پازوانگ، گودرون (چاپ اول ۱۳۹۰). آنجلیتو (دری به سوی باغ زامبرانوس). ترجمهٔ کمال بهروزکیا. تهران: نشرقطره. شابک ۹۷۸-۶۰۰-۱۱۹-۴۲۸-۳. تاریخ وارد شده در |سال= را بررسی کنید (کمک)